# Kirsi Rissanen
Kirsi Rissanen (1963) è una cantante e soprano finlandese.

## Biografia
Kirsi Rissanen ha avviato la sua carriera musicale nel 1980, quando è entrata a far parte del trio schlager How Many Sisters, con cui ha pubblicato un album tre anni dopo. È salita alla ribalta come solista nel 1988 con la sua incoronazione a regina al festival del tango e della musica schlager finlandese Seinäjoen Tangomarkkinat.
Dopo un periodo di intensa attività concertistica che l'ha portata a girare la Finlandia, nella metà degli anni '90 si è appassionata di musica classica, che ha studiato all'Accademia di musica e danza di Kuopio fino al suo diploma nel 2006. Ha cantato come solista per varie orchestre, fra cui la E5 Orchestra, la Kuopio City Orchestra, la Seinäjoki City Orchestra e il Finnish Clarinet Ensemble in Finlandia, e la Merced Orchestra negli Stati Uniti. Nel 2018, in occasione del trentesimo anniversario della sua incoronazione a regina del tango, ha realizzato una tournée nazionale in madrepatria.

## Discografia

### Album in studio
- 2005 – God Bless the Child
- 2007 – Ave Maria

### Singoli
- 1988 – Rakastuin Kesään